# Kiskarácsony, nagykarácsony
A Kiskarácsony, nagykarácsony kezdetű betlehemes pásztordalt Kodály Zoltán gyűjtötte a Nógrád vármegyei Palotáson 1922-ben. Újszerű, vegyes stílusú magyar népdal.
A kiskarácsony újév napját jelenti.
Feldolgozás:
| Szerző        | Mire                | Mű                                       | Előadás |
| ------------- | ------------------- | ---------------------------------------- | ------- |
| Kocsár Miklós | női kar             | Ó, gyönyörűszép titokzatos éj! 10. kotta | [ 1 ]   |
| Karai József  | gyerekkar, zongora  | Fel nagy örömre, 17. oldal               |         |
| Petres Csaba  | két furulya         | Tarka madár, 147. kotta                  |         |
| Ludvig József | ének, gitárakkordok | Mennyből az angyal, 7. oldal             |         |

Mező Imre feldolgozta szóló és kétkezes zongoradarabbá.

## Kotta és dallam
| Kiskarácsony, nagykarácsony, kisült- e már a kalácsom? Ha kisült már, ide véle, hadd egyem meg melegébe'. | Jaj de szép a karácsonyfa, Ragyog rajta a sok gyertya. Itt egy szép könyv, ott egy labda. Jaj de szép a karácsonyfa! | Nagykarácsony éjszakája, Krisztus Jézus születése! Szűz Mária édesanyja, mely gondosan ápolgatja. | Kisded Jézus, aranyalma, Boldogságos Szűz az anyja, fogadj minket oltalmadba, vezess be szent hajlékodba. |

## Felvételek
- Kiskarácsony, nagykarácsony. Delhusa Gjon  YouTube (2011. december 25.)  (Hozzáférés: 2016. május 12.) (audió, fényképsorozat)
- Kocsis Zoltán:  Kiskarácsony, nagykarácsony: Változatok egy magyar dalra. YouTube (2013. december 24.)  (Hozzáférés: 2016. május 12.) (audió)
- Kiskarácsony nagykarácsony. Crystal  YouTube (2011. november 28.)  (Hozzáférés: 2016. május 12.) (audió)